# Kloster Mount Melleray

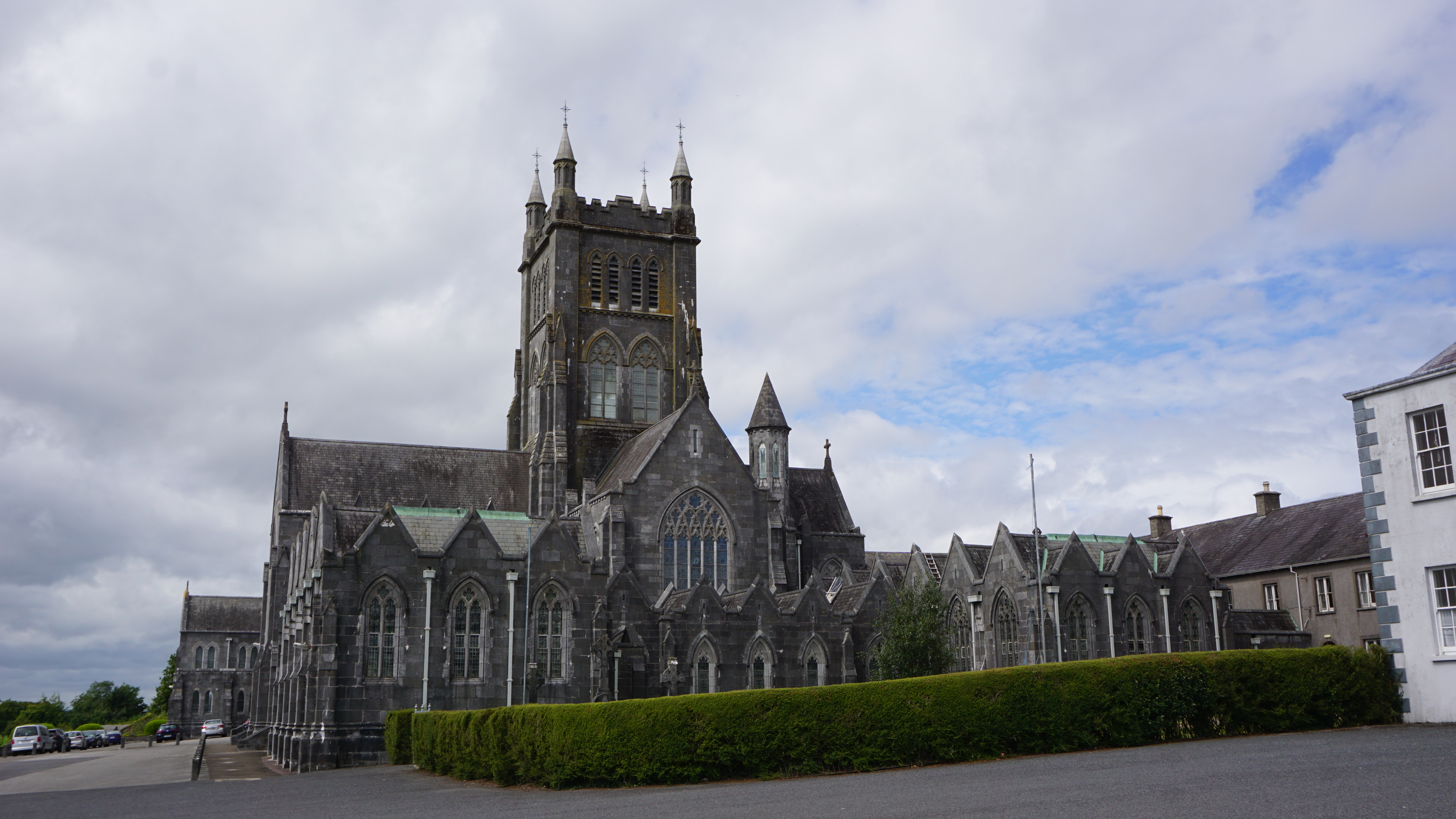
Mont Melleray Abbey (2022)

Kloster Mount Melleray (lat. Abbatia B. M. de Monte Melleario, irisch Mainistir Chnoc Mheilearaí; engl. Mont Melleray Abbey) ist seit 1832 eine Trappisten-Abtei in Cappoquin, County Waterford, Bistum Waterford und Lismore, Irland.

## Geschichte
Als 1830 unter Abt Antoine Saulnier de Beauregard die englischen und irischen Mönche des Klosters Melleray von der französischen Julirevolution vertrieben wurden, gingen sie nach Irland und gründeten 1832 nordöstlich von Cork das Kloster Mount Melleray, das schon 1834 zur Abtei erhoben wurde.
1925 wurden Neu- und Erweiterungsbauten durchgeführt. Dazu wurden Steine des im irischen Bürgerkrieg zerstörten Mitchelstown Castles verwendet.
Der Generalabt das Trappistenordens Bernardus Peeters hob die Autonomie des Klosters Ende 2022 auf.

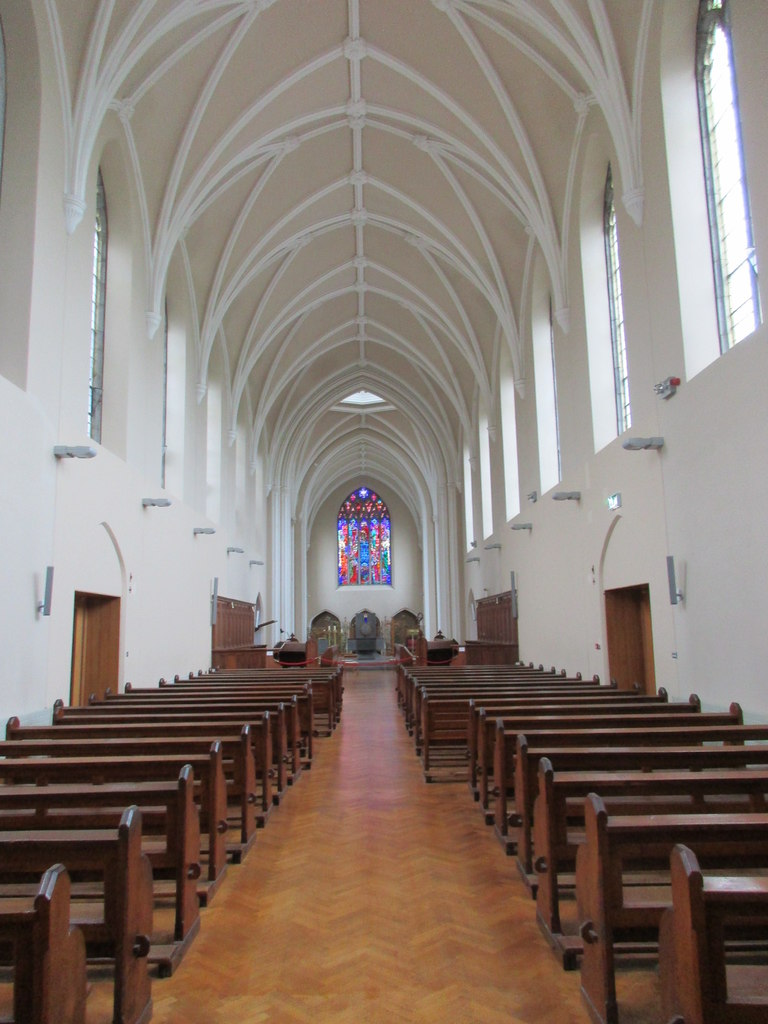
Innenraum der Abteikirche

### Obere und Äbte

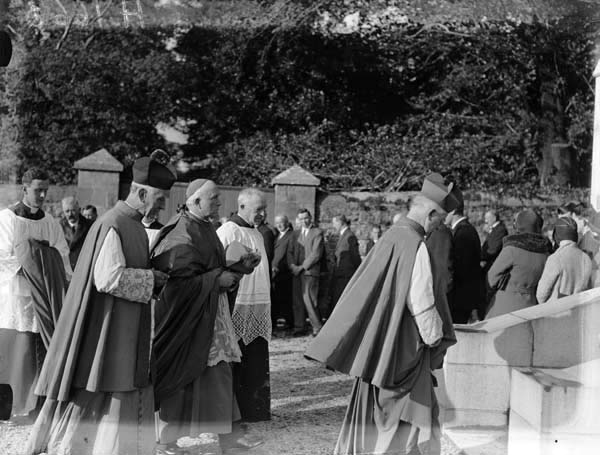
Feierlicher Einzug zur Abtsweihe des 6. Lord-Abtes von Mount Melleray, Stanislaus Hickey OCR (1931)

- Vincent de Paul Ryan (1835–1845), Abt
- Joseph Mary Ryan (1846–1847), Abt
- Bruno Fitzpatrick (1848–1893), Abt
- Carthage Delaney (1894–1908), Abt
- Maurus O’Phelan (1908–1931), Abt
- Stanislaus Hickey (1931–1933), Abt
- Celsus O’Connell (1933–1957), Abt
- Finbar Cashman (1957–1971), Abt
- Paul Hennesy (Pól Ó hAonusa) (1971–1975), Abt
- Edward Ducey (1975–1980), 1975–1976 Superior ad nutum, 1976–1980 Abt
- Justin Mac Carthy (1980–1989), Abt
- Eamon Fitzgerald (1989–2008), Abt, dann Generalabt der Trappisten
- Michael Ahern (2008–2010), Superior ad nutum
- Augustine McGregor (2010–2014), Superior ad nutum
- Liam O’Connor (2015–2016), Superior ad nutum
- Richard Purcell (2017–2022), Abt
  - Rufus Pound, MSB, Monastischer Kommissar (seit 2022)

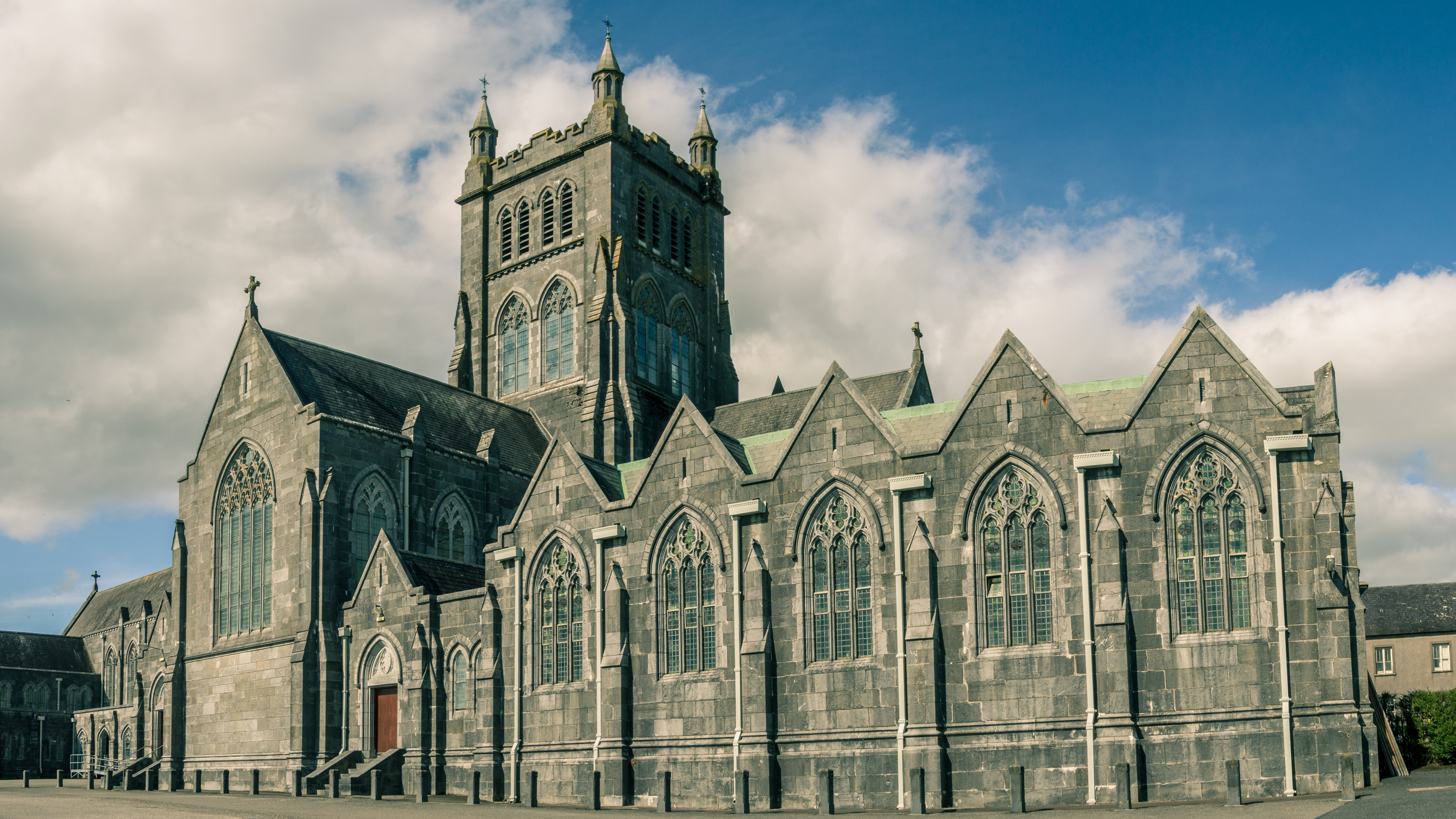
Abteikirche

### Gründungen
- 1835: Kloster Mount Saint Bernard (England)
- 1849: Abtei New Melleray (Vereinigte Staaten)
- 1878: Kloster Roscrea, Mount Saint Joseph (Irland)
- 1938: Kloster New Mellifont  (Irland)
- 1948: Kloster Portglenone (Nordirland)
- 1954: Kloster Kopua (Neuseeland)
- Das Kloster unterstützte 1932 in seiner Nähe die Trappistinnengründung Kloster Glencairn.
- Nicht erfolgreich waren Gründungsversuche 1862 in Skibbereen, County Cork (Nonnen) und 1988 im Erzbistum Canberra-Goulburn, Australien (Mönche).